# 迪埃奎
迪埃奎是西非國家科特迪瓦的城鎮，由中卡瓦利區負責管轄，位於該國西部，毗鄰與利比里亞和畿內亞接壤的邊境，2001年人口估計約75,000。